# Prototipado virtual
El prototipado virtual es un método en el proceso de desarrollo de productos. Implica el uso de software de diseño asistido por computadora (CAD), diseño automatizado por computadora (CAutoD) e ingeniería asistida por computadora (CAE) para validar un diseño antes de comprometerse a hacer un prototipo físico. Esto se hace creando formas geométricas (generalmente 3D) generadas por computadora (partes) y combinándolas en un "ensamblaje" y probando diferentes movimientos mecánicos, ajustes y funciones. El conjunto o las piezas individuales se pueden abrir en el software CAE para simular el comportamiento del producto en el mundo real. 

## Antecedentes
El proceso de diseño y desarrollo del producto solía basarse principalmente en la experiencia y el juicio de los ingenieros para producir un diseño conceptual inicial. Luego se construía y probaba un prototipo físico para evaluar su desempeño. Sin ninguna forma de evaluar su rendimiento por adelantado, era muy poco probable que el prototipo inicial cumpliera con las expectativas. Los ingenieros generalmente tenían que rediseñar el concepto inicial varias veces para abordar las debilidades que se revelaban en las pruebas físicas. 

## El avance hacia prototipos virtuales
Hoy en día, los fabricantes están bajo presión para reducir el tiempo de comercialización y optimizar los productos a niveles más altos de rendimiento y confiabilidad. Se está desarrollando un número mucho mayor de productos en forma de prototipos virtuales en los que se utiliza software de simulación de ingeniería para predecir el rendimiento antes de construir prototipos físicos. Los ingenieros pueden explorar rápidamente el rendimiento de miles de alternativas de diseño sin invertir el tiempo y el dinero necesarios para construir prototipos físicos. La capacidad de explorar una amplia gama de alternativas de diseño conduce a mejoras en el rendimiento y la calidad del diseño. El tiempo necesario para llevar el producto al mercado suele reducirse sustancialmente porque los prototipos virtuales se pueden producir mucho más rápido que los prototipos físicos.

## Prototipado de extremo a extremo
La creación de prototipos de extremo a extremo tiene en cuenta completamente cómo se fabrica y ensambla un producto o componente y vincula las consecuencias de esos procesos con el rendimiento. La disponibilidad temprana de tales prototipos virtuales físicamente realistas permite que las pruebas y la confirmación del rendimiento tengan lugar a medida que se toman las decisiones de diseño; permitiendo la aceleración de la actividad de diseño y proporcionando más información sobre la relación entre fabricación y rendimiento que la que se puede lograr mediante la construcción y prueba de prototipos físicos. Los beneficios incluyen costos reducidos tanto en diseño como en fabricación ya que la creación de prototipos físicos y las pruebas se reducen/eliminan drásticamente y se seleccionan procesos de fabricación mínimos pero robustos.

## Efectos
La firma de investigación Aberdeen Group informa que los mejores fabricantes de su clase, que hacen un uso extensivo de la simulación al principio del proceso de diseño, alcanzan los objetivos de ingresos, costos, fecha de lanzamiento y calidad para el 86% o más de sus productos. Los mejores fabricantes de los productos más complejos llegan al mercado 158 días antes con costos $1.9 millones más bajos que todos los demás fabricantes. Los mejores fabricantes de los productos más simples llegan al mercado 21 días antes con $21,000 menos en costos de desarrollo de productos.

## Ejemplos
Fisker Automotive utilizó prototipos virtuales para diseñar la estructura trasera y otras áreas de su híbrido enchufable Karma para garantizar la integridad del tanque de combustible en un choque trasero, como lo requiere la certificación 301 de los Estándares Federales de Seguridad de Vehículos Motorizados (FMVSS). Agilent Technologies utilizó prototipos virtuales para diseñar sistemas de refrigeración para el cabezal de calibración de un nuevo osciloscopio de alta velocidad. Miele utilizó la creación de prototipos virtuales para mejorar el desarrollo de sus lavadoras-desinfectadoras simulando sus características operativas al principio del ciclo de diseño. Varias soluciones de software CAE (por ejemplo, Working Model y SimWise) ofrecen la posibilidad de comprobar los beneficios de la creación de prototipos virtuales incluso para estudiantes y pequeñas empresas, y la recopilación de estudios de casos está disponible desde 1996.